# Make It All Right
Make It All Right är en singel av det amerikanska punkrockbandet The Offspring, som släpptes från Supercharged. På singeln spelar Josh Freese trummor, Adam Greenholtz keyboard och röstskådespelaren Rebecca Shoichet är bakgrundssångare. "Make It All Right" har fått blandade recensioner, där den har jämförts med låtar av Blink-182.

## Låtlista
Alla låtar är skrivna och komponerade av Dexter Holland. 
| Nr | Titel             | Längd |
| -- | ----------------- | ----- |
| 1. | Make It All Right | 3:34  |